# The Dodo
The Dodo — американський медіа-бренд і цифрове видавництво, що розповідає історії про тварин. Штаб-квартира The Dodo знаходиться в Нью-Йорку.

## Історія
The Dodo був заснований у січні 2014 року Іззі Лерер, донькою медіаменеджера Кеннета Лерера, та журналісткою Керрі Лауерман. Компанія, названа на честь дронта, вимерлого птаха з острова Маврикій, була заснована Лерер з «особистої пристрасті до цієї теми…». Лерер має ступінь доктора філософії в галузі зоології з акцентом на етиці тварин і людських стосунках, отриманий у Колумбійському університеті, і запустив вебсайт після того, як помітив вірусний успіх відеороликів про тварин в Інтернеті, але не побачив, що ніхто «по-справжньому не володів цим простором». The Dodo став одним з найпопулярніших видавців у Facebook, зібравши 1 мільярд переглядів відео в соціальній мережі в листопаді 2015 року, і був визнаний брендом про тварин № 1 у всіх соціальних мережах за версією Webby Awards у 2019 році.
Наприкінці 2017 року The Dodo запустив «El Dodo», свій перший неангломовний канал для іспаномовної аудиторії. У квітні 2018 року редакція та відеопродюсерський колектив The Dodo об'єдналися зі Східною гільдією письменників Америки (The Writers Guild of America, East).

## Розширення
У червні 2018 року бренд розширився до більш розлогих історій, випустивши свій перший телесеріал «Герої Додо» на каналі Animal Planet, який став найрейтинговішим серіалом-новинкою каналу і був продовжений на другий сезон у 2019 році. У червні 2018 року The Dodo провів свій перший в історії поп-ап захід «Best Dog Day Ever» у Нью-Йорку, який привернув увагу понад 1400 собак та їхніх власників. На основі успіху одноденного заходу, The Dodo вирішив розширити франшизу в 2019 році, організувавши восени місячний захід «Best Dog Day Ever: Halloween Edition» для собак з трьох штатів.
У липні 2019 року The Dodo у партнерстві з VidCon організував першу в історії конференції спільну секцію «The Dodo Pet Zone», де були представлені деякі з найвідоміших тварин в Інтернеті. Влітку 2019 року бренд для тварин запустив свій дитячий бренд «Dodo Kids» з новим каналом на YouTube, спонсором якого став фільм Paramount Pictures «Дора і загублене місто золота», а також спеціальним контентом нових дитячих серіалів, серед яких «Найкращі друзі тварин», «Dodo Sing Dodo Dance» і «Врятовані!». Невдовзі після цього The Dodo анонсував свій новий серіал для Netflix Original «Світ коал Іззі Бі», який дебютував у 2020 році.
У липні 2019 року The Dodo у партнерстві з Instagram створив перший серіал для підлітків на IGTV «Ви мене знаєте… Тепер познайомся з моїм домашнім улюбленцем», у якому розповідається про молодих Instagram-інфлюенсерів та їхніх домашніх улюбленців. У вересні 2019 року The Dodo розпочали видавничу діяльність у сфері дитячої літератури разом із видавництвом Scholastic, випустивши три книжки за мотивами відеосеріалу. У квітні 2020 року вони дебютували з новим подкастом під назвою «Тварина врятувала мені життя», створеним на iHeartRadio.
У березні 2022 року бренд розширився до страхування домашніх тварин, дебютувавши з Fetch by The Dodo. Раніше страхова компанія Petplan та The Dodo співпрацювали, щоб створити варіант страхування домашніх тварин, який би зацікавив аудиторію The Dodo, що складається з батьків домашніх улюбленців.